# M-501 (Spanje)

De M-501

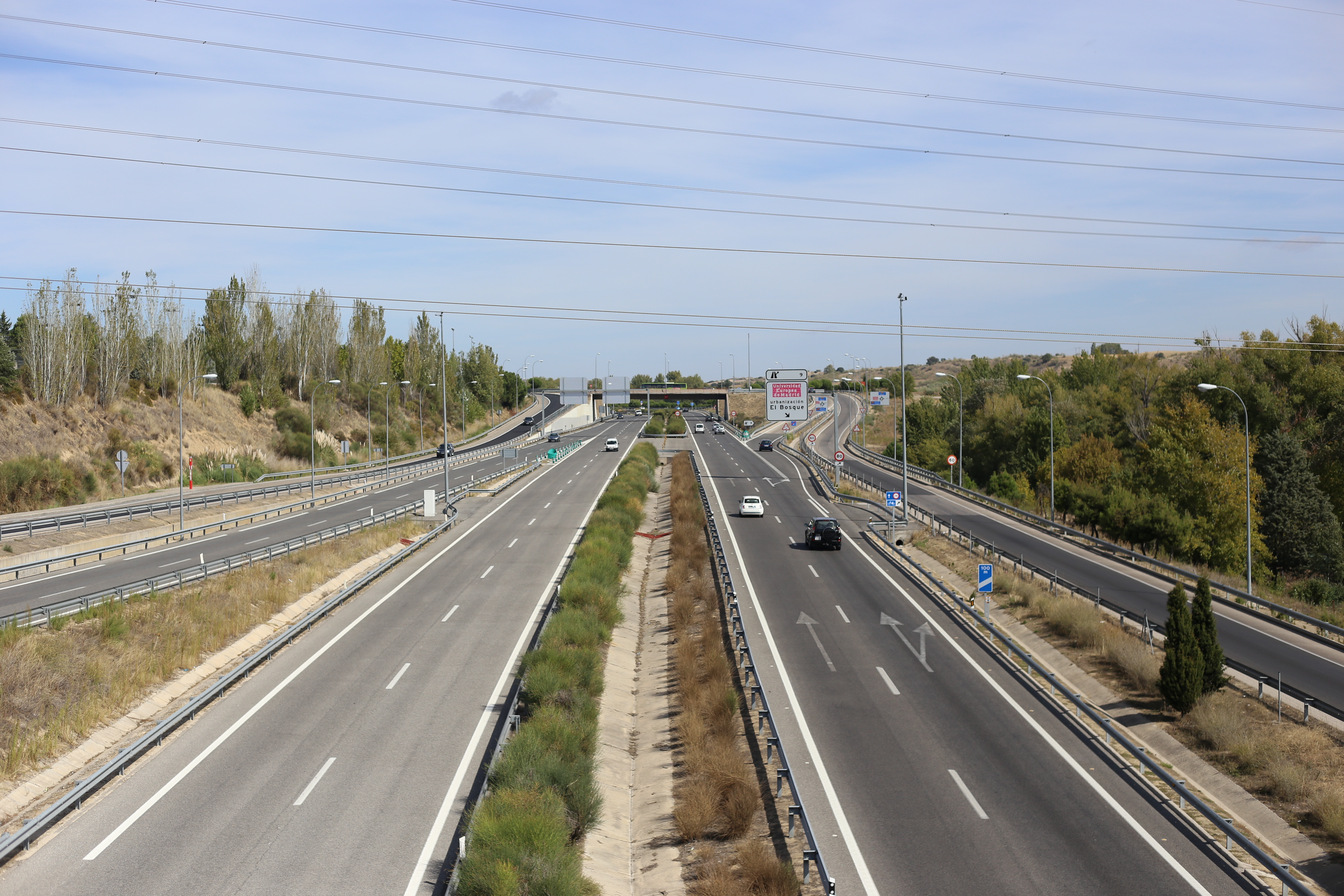
De M-501

De M-501 of Autovía de los Pantanos is een autovía in Madrid met een lengte van 72,9 kilometer. De snelweg verbindt de kruising van de M-40 met de M-511 met Santa María del Tiétar.